# 建极殿大学士
建极殿大学士，嘉靖以前称謹身殿大學士，为明朝内阁大学士之一；清朝稱保和殿大學士。清朝為正一品衔。掌管奉陳規誨，點檢題奏，票擬批答等职位。
明朝初期，明太祖大興冤獄，誅殺功臣，洪武十三年（1380年），殺胡惟庸，罷中書省，廢除二千餘年來的丞相制度，直接由皇帝親統六部。但由於工作份量實在過於龐大，洪武十五年，朱元璋不得不設殿閣大學士，為皇帝顧問，一開始大學士並無實權，類似今日的秘書之職。之后明成祖靖難奪位後逐渐倚重内阁，内阁权力遂大。
明仁宗即位后，升楊榮為太常卿兼謹身殿大學士，謹身殿大學士，仁宗始置，閣職漸崇。
嘉靖时，謹身殿改为建极殿。
清朝改建极殿为保和殿。先后有额色黑、成克巩、李霨、魏裔介、杜立德、索额图、卫周祚、王熙、梁清标、吴琠、马齐、张廷玉、鄂尔泰、讷亲、傅恒等十五人担任保和殿大學士。乾隆十三年十二月初四（1749年1月22日），定内阁大学士由四殿二阁（中和殿、保和殿、文华殿、武英殿、文渊阁、东阁）改为三殿三阁（保和殿、文华殿、武英殿、文渊阁、东阁、体仁阁），保和殿大學士的名号作为首席大学士的称号。乾隆三十五年（1770年），傅恒死后，一直到清朝灭亡，无人再担任保和殿大學士。
- 謹身殿大學士：杨荣、陈山、高谷、陈文、商辂、万安、刘珝、刘吉、徐溥、刘健、李东阳、焦芳、杨廷和、梁储、蒋冕、毛纪、杨一清、张璁、李时、翟銮、严嵩
- 建极殿大學士：徐阶、袁炜、李春芳、高拱、张居正、吕调阳、申时行、余有丁、许国、王锡爵、赵志皋、沈一贯、叶向高、刘一燝、韩爌、顾秉谦、朱延禧、魏广微、黄立极、周延儒、温体仁、吴宗达、謝陞、馬士英、何吾騶、姜曰廣
- 保和殿大學士：额色黑、成克巩、李霨、魏裔介、杜立德、索额图、卫周祚、王熙、梁清标、吴琠、马齐、张廷玉、鄂尔泰、讷亲、傅恒